# Сорокіна Людмила Андріївна
Людми́ла Андрі́ївна Соро́кіна (19 серпня 1944 — 22 вересня 1998) — радянський, російський педагог, музейний працівник. Перший начальник музею авіації Північного флоту.

## Біографія
Сорокіна Людмила Андріївна народилася 19 серпня 1944 року в селі Платоново Приморського краю.
В 1969 р. закінчила історичний факультет Вологодського державного педагогічного інституту. Працювала в середніх освітніх установах Челябінська, Вологодської й Мурманської областей, м. Москви. Починала свою професійну діяльність вожатой у школі. Працювала вчителем історії, заступником директора навчально-виховного комплексу.
В 1973–1976 рр. була співробітником Військово-морської академії (м. Ленінград).
В 1977 році прийнята на посаду екскурсовода музею авіації Північного флоту (селище Сафоново Мурманської області). Після реорганізації музею, у грудні 1977 року Сорокіна Л. А. призначена першим начальником музею авіації Північного флоту, яким вона керувала до вересня 1985 року. Сьогодні музей перетворився на цілий музейний комплекс, до складу якого ввійшли музей авіації Північного флоту, будинок-музей Ю. А. Гагаріна, ангар з колекцією авіаційної техніки воєнної та післявоєнної доби. Музей стає центром краєзнавчої й військово-патріотичної роботи Мурманської області й усього Кольського півострова. Музей щорічно відвідували й продовжують відвідують десятки тисяч російських та іноземних гостей.
Після переїзду в Москву у 1985–1987 рр. Л. А. Сорокіна працювала науковим співробітником Центрального Будинку авіації й космонавтики ім. М. В. Фрунзе.
Сорокіна Л. А. мала державні нагороди: медаль «Ветеран праці» (нагороджена в 1985 р.), медаль «На згадку 850-летия Москви» (нагороджена в 1997 р.). Померла 22 вересня 1998 року. Похована у Москві.